# Dulcimer (appalachian)
 For alternative betydninger, se Dulcimer. (Se også artikler, som begynder med Dulcimer)
 Dulcimer  er et strengeinstrument med tre strenge, hvoraf de to er dronestrenge. Instrumentet ligger vandret foran musikeren og den ene streng, hvor melodien spilles, holdes med enten en finger eller en flad pind, alle tre strenge slås an med fjer eller plekter. Instrumentet menes at have rødder tilbage til middelalderen, men den har overlevet i Appalacherne i USA indtil i dag, hvor den har været brugt i oldtimemusikken til sangakkompagnement og – sjældnere – til dansemusik.
Singer-songwriteren Joni Mitchell har anvendt den på flere af sine indspilninger.

## Musiker
- Jean Ritchie
- Joni Mitchell
- Greg Lake
- Brian Jones

## Ekstern henvisning
- Ansgars Dulcimerseite Arkiveret 6. februar 2007 hos  Wayback Machine